# Ханзадян, Серо Николаевич
Cepó Никола́евич Ханзадя́н (арм. Սերո Նիկոլայի Խանզադյան, 3 декабря 1915, Горис, Кавказское наместничество[…] — 26 июня 1998, Ереван) — армянский советский писатель, Герой Социалистического Труда (1984). Заслуженный деятель культуры Армянской ССР (1972).

## Биография
Родился в Горисе, в семье землепашца 20 ноября (3 декабря) 1915 года.
По окончании в 1934 году педагогического техникума в Горисе работал сельским учителем. Участник Великой Отечественной войны. Член ВКП(б) с 1943 года.
Участник Великой Отечественной войны. С июля 1941 года воевал на Западном фронте. В 1941 году был тяжело ранен и отправлен в госпиталь. С апреля 1942 года — командир миномётного взвода и командир миномётной роты 261-го стрелкового полка 2-й стрелковой дивизии. Воевал на Волховском, Ленинградском, 2-м Прибалтийском, 2-м и 3-м Белорусских фронтах. Участвовал в Синявинской, Мгинской, Ленинградско-Новгородской, Новгородско-Лужской, Псковско-Островской, Прибалтийской и Рижской операциях, боях с Курляндской группировкой противника.
Умер 26 июня 1998 года. Похоронен в Пантеоне имени Комитаса (Ереван).

## Творчество
Вошёл в литературу рассказом «Последние слезы» (1940), заложившим идеологический фундамент для дальнейших его произведений. Опыт участия в Великой Отечественной войне стал основой для «Фронтового дневника» (1972), одного из наиболее значительных произведений советской военной прозы. В 1960-е годы обратился к теме геноцида армян 1915 года, посвятив ему повесть «Шесть ночей» (1965—1967).
Плодом дальнейшего изучения национальной истории стал исторический роман «Мхитар Спарапет» (1961), о национально-освободительном движении армян в области Сюник в первой трети XVIII века под предводительством народного героя Мхитар-Бека. В 1978 году роман был экранизирован; в главной роли снялся Армен Джигарханян.
Известен также историческим романом «Царица Армянская», действие которого происходит в древнем государстве Хайаса во II тысячелетии до н. э.
Роман повествует об усилиях армянских правителей объединить разрозненные княжества в централизованное государство.

## Награды и премии
- Герой Социалистического Труда (16.11.1984)
- орден Ленина (16.11.1984)
- орден Отечественной войны I степени (11.03.1985)
- орден Отечественной войны II степени (11.04.1945)
- два ордена Трудового Красного Знамени (27.06.1956; 04.12.1975)
- орден Красной Звезды (19.03.1944)
- орден «Знак Почёта» (02.12.1965)
- медали
- Государственная премия Армянской ССР
- Заслуженный деятель культуры Армянской ССР (1972)
- Почётный гражданин Еревана (1985)[4].